# Aszalás
Az aszalás egy alapvetően gyümölcstartósítási eljárás. Ennek eredményeként a kezelt gyümölcs összetöpped, elveszti víztartalmának és tömegének nagy részét. Az aszalás során a hőmérséklet és a hozzá tartozó aszalási idő beállítható, elérhető a fertőtlenítéshez szokásos kb. 70 C fok. Gombák esetén az élelmiszertartósítási technológia inkább a szárítás elnevezést használja.

## Kezelési eljárás leírása
Természetes módszer:
Megfelelő éghajlaton, sivatag közelében az aszalás a Nap segítségével történt az ókorban, középkorban. Egy tiszta ponyvát esőtől védhető, szellős helyen kiterítettek; az aszalásra szánt gyümölcsöt megfelelő távolságra egymástól a ponyvára helyezték, s hagyták, hogy a Nap kiszárítsa. A minőséget ízleléssel ellenőrizték. Régről ismert aszalt gyümölcsök pl. a mazsola (szőlő), füge. Ezt a hagyományos eljárást még manapság is sok helyen használják elektromos berendezések hiányában pl. házaknál. Léteznek fából, illetve újrahasznosított anyagokból készült napkollektoros, sörkollektoros aszalóberendezések is.
A mai háztartások általánosan ismert eljárásának lényege, hogy közepesen meleg eszközzel (régen kihűlő kemencében, ma speciálisan erre készített elektromos aszalóval) lassan kiszárítják a megfelelően előkészített gyümölcsöt. A szárítási folyamat során a C-vitaminnak akár a fele, a béta-karotin-tartalomnak pedig az ötöde is veszendőbe mehet.
Legkorszerűbb módszereknél kevésbé drasztikus hőkezelést alkalmaznak. Így a gyümölcs értékes enzimjei, vitaminjai (a C-vitamin kivételével), nem bomlanak el és az eljárás folytán elvesztett víz hiánya miatt koncentráltabban vannak jelen. Eközben a víz hiány és a magasabb cukorkoncentráció, meggátolja az esetleges rothadást, penészedést.
Ipari aszalás:
Ipari aszalások között létezik előfőzött gyümölcsök aszalása is. Ennek során az aszalt gyümölcsök édes ízüket és kitűnő állományukat a főzővízbe adagolt nagy mennyiségű cukornak köszönhetik. Ez a művelet az ún. huzatás, amely során a nyersanyagot /szeletelt almát, banánt stb./ cukros lében főzik, így nagy mennyiségű cukrot vesz fel a gyümölcshús. E folyamat vákuumozott térben történik, amely hatására a gyümölcshúsban található gázok eltávoznak és helyüket a főzővízben található cukormolekulák veszik át. Mivel a bejutott cukor nem tud elpárologni, így visszamarad a késztermékben. Ezzel egyszerre édessé és nagyobb tömegűvé válik a termék, és minősége eltér a hagyományostól. (Lásd: Termékteszt: aszalt sárgabarack, tudatosvásárló.hu.)
A fagyasztva szárítás (liofilezés) a fagyasztók használata óta terjedt el világunkban. Ezen eljárás során a gyorsfagyasztáskor képződött jégkristályokat alacsony hőmérsékleten távolítják el, s így a C-vitamin-veszteség minimálisra csökken.

## Előkészítés, tárolás
Az aszalás elkerülhetetlenül megváltoztatja az élelmiszer összetételét, ezért a körülmények megválasztásával is javíthatjuk a minőségét. 
Minél hosszabb a tárolási idő, annál kevesebb a zöldségféle, gyümölcs vitamintartalma. Legjobb, ha rozsdamentes edényeket használunk, mert fémekkel érintkezve is bomlás történhet. Ecet, citrom savanyú közegében kevésbé bomlik a C-vitamin (citromlébe mártott almaszelet aszaláskor kevésbé barnul meg). A vitaminok tároláskor is fényérzékenyek, érdemes letakarva, hűvösön tárolni a felhasználásig. A gyümölcsök hámozása is vitamin- és tápanyagveszteséggel jár, ezért amit lehet, hámozatlanul fogyasszuk (pl. aszalás: barack, szilva héjjal együtt). 

## Kereskedelmi forgalmazás
Aszalt gyümölcs a kereskedelemben is kapható. Leginkább ezeket a gyümölcsöket aszalják: alma, ananász, kajszibarack, körte, szilva, szőlő, füge. 
Aszalható és kapható a kereskedelemben több gomba fajta és zöldségféle is. Az aszalt gombát általában (aszalva, vagy az aszalványt porrá törve), levesek, mártások, húsételek készítésére, vagy ízesítésére használják. A zöldségféléket a nyers állapotúakhoz hasonlóan használják fel, az aszalás célja leginkább az eltarthatóság. Ilyenek lehetnek: Vöröshagyma, sárgarépa, petrezselyemgyökér stb.